# Mulei Ali Xarife
Mulei Ali Xarife (em árabe: مولاي علي الشريف; romaniz.: Mawlāy ʻAlī al-Sharīf), também conhecido
como Xarife ibne Ali e Maomé I de Marrocos (Rissani, 9 de novembro de 1589 – Rissani, 5 de junho de 1659) foi um líder político e militar do Tafilete (região histórica do sul de Marrocos), que por vezes é apontado como fundador da dinastia alauita, que reina em Marrocos desde o século XVII até aos nosso dias.

## Biografia
Era o filho mais velho de ʿAli al-Sharif al-Marrakchi e teve oito irmãos, entre os quais Alhafide, Alhajaje, Mariz, Maruane, Alfadle, Abu Zacarias, Mubaraque e Saíde. Pertencia a uma família com muito prestígio no Tafilete e na sua capital Sijilmassa, pois era descendente de al-Hassan al-Dakhil (l-Hesn d-Dakhl), um descendente do profeta Maomé originário de Iambo, no Hejaz (Arábia Saudita). Al Hassan Addakhil instalou-se no Tafilete no século XIII como imã (líder religioso) a convite dos habitantes locais, que desse modo esperavam desfrutar da baraca (boa sorte e carisma religioso) que advinha de ser um xarife (descendente do Profeta).
Aproveitou a situação de anarquia e guerra civil em que mergulhou o império marroquino após a morte do sultão saadiano Amade Almançor (r. 1578–1603) para aumentar o seu poder, o que culminou em 1631 declarando-se sultão do Tafilete.

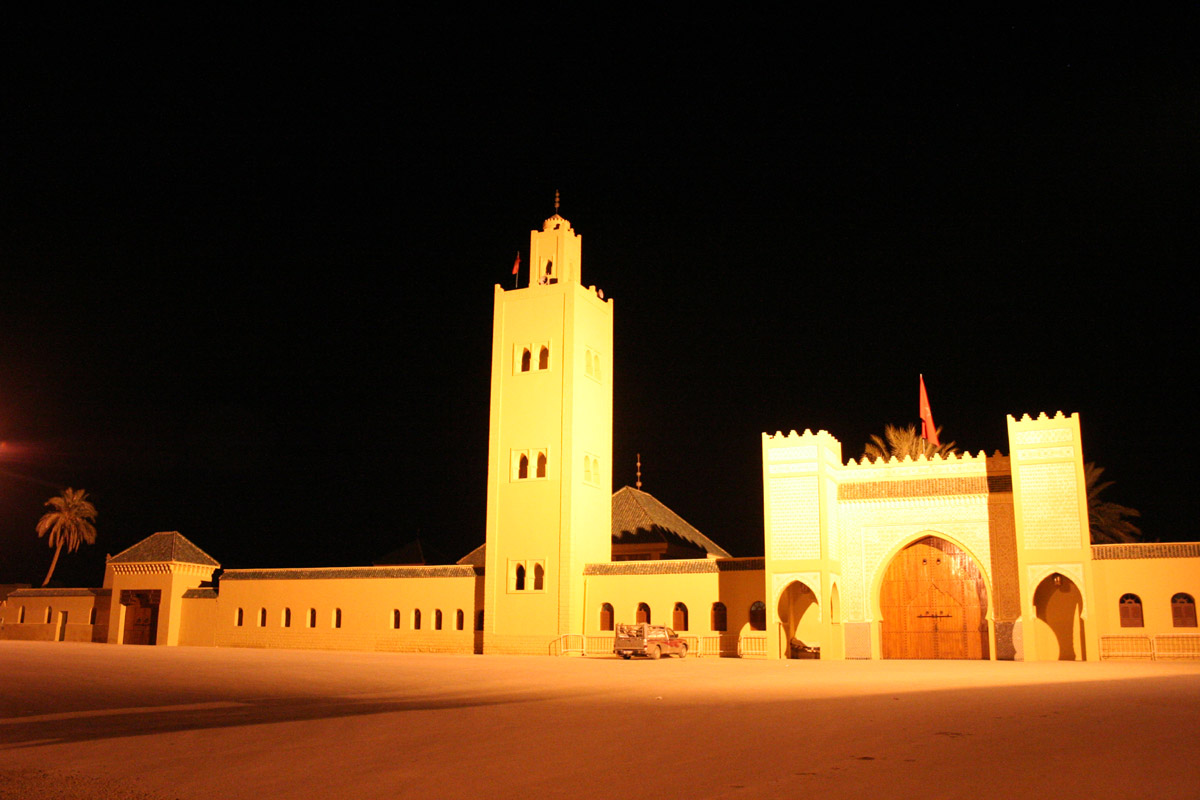
Vista noturna do mausoléu de Mulei Ali Xarife em Rissani

No entanto, tinha pouco poder militar e mantinha uma forte rivalidade com Tabuassamt, uma fortaleza a pouca distância de Sijilmassa. Cerca de 1633 pediu ajuda a Sidi Ali Bu Dmia [fr], emir de Tazerualte, com quem mantinha relações amistosas, para combater Tabuassamt. Sidi Ali enviou tropas que se estabeleceram em Sijilmassa dispostas a marchar contra Tabuassamt, mas os berberes da região de Tabuassamt aliaram-se à Zauia de Dila, que enviou tropas em seu auxílio. Para evitar combater, acordou-se uma trégua entre julho de 1633 e junho de 1634. Sijilmassa ficou, na prática, sob o domínio de Sidi Ali, com o acordo de Mulei Ali Xarife, para ficar protegido contra os seus rivais.
Entretanto, numa tentativa de romper a amizade entre Sidi Ali e Maomé Xarife, as gentes de Tabuassamt submeteram-se ao líder do Suz. Pouco depois disso, em 1636 o filho de Xarife, Maomé ibne Xarife (Maomé I de Marrocos) reuniu 200 homens e tomou a fortaleza de Tabuassamt, massacrou a população e o saque rendeu um butim considerável. Sidi Ali enfureceu-se com este ato e ordenou ao seu delegado em Sijilmassa que prendesse Maomé Xarife e lho enviasse para o Suz. Maomé Xarife foi enviado à presença de Sidi Ali, que o manteve prisioneiro durante um ano, libertando-o em troca de um pesado resgate pago pelo filho em 1637 ou 1638.
Enquanto o pai esteve preso, Maomé ibne Xarife deteve o controlo efetivo do governo do Tafilete. O produto do saque de Tabuassamt permitiu-lhe reunir um pequeno exército, mas o seu poderio deveu-se ainda mais ao facto de se lhe terem aliado as tribos do Tafilete, hostis à administração de Sidi Ali, que abusava dos seus poderes e cobravam todos impostos que podiam, geralmente injustos e muitas vezes com pretextos ridículos, como o imposto para estar à sombra no verão e outro para estar ao sol no inverno. Quando Mulei Ali Xarife voltou do cativeiro para Sijilmassa renunciou definitivamente do poder em favor do filho. As forças destes expulsaram as de Sidi Ali, e Maomé II recebeu o juramento de fidelidade dos habitantes do Tafilete cerca de 1640-1641.
Está sepultado em Rissani, cujo nome oficial é Mulei Ali Xarife em sua honra. O seu mausoléu é uma das atrações turísticas e religiosas daquela cidade saariana.

## Filhos
- Maomé ibne Xarife
- Maomé Harrane
- Murade Muraz
- Haçane
- Iúçufe
- Arraxide, sultão de Marrocos
- Ismail, sultão de Marrocos
- Amade
- Maomé Alquibir
- Hamada
- Abas
- Saíde
- Haxim
- Ali
- Maomé Mádi